# Dzsehuti (kincstárnok)
Dzsehuti ókori egyiptomi hivatalnok volt a XVIII. dinasztia idején, Hatsepszut uralkodása alatt. Számos címet viselt, melyek bizonyítják, hogy magas pozíciót töltött be a királyi udvarban; fő címe „a kincstár elöljárója” (szó szerint: „az ezüst és arany házának felügyelője”) volt, azaz ő felelt a palota kincstáráért.
Hatsepszut 9. és 16. uralkodási éve között említik. A 9. évben részt vett a királynő expedíciójában Punt földjére, a 16. évben pedig az abban az évben felállított obeliszkek aranyberakásával foglalkozott. A thébai TT11 sírba temették el; sírjában fennmaradt két sztéléje, az egyiken hosszabb önéletrajzi felirat számol be tevékenységéről, főleg a karnaki Ámon-templomban végzett építkezési munkálatokról. Felügyelte Hatsepszut halotti temploma építését is Dejr el-Bahariban.
Pályafutása vége felé Dzsehuti és családja kegyvesztetté vált. Sírjában nevét több helyen kivésték. Anyja neve Dediu volt, apja Abti, a zab-hivatalnok; az ő és más családtagok nevét is kitörölték.

## Fordítás
- Ez a szócikk részben vagy egészben  a   Djehuty (overseer of treasury) című angol Wikipédia-szócikk ezen változatának fordításán alapul.  Az eredeti cikk szerkesztőit annak laptörténete sorolja fel. Ez a jelzés csupán a megfogalmazás eredetét és a szerzői jogokat jelzi, nem szolgál a cikkben szereplő információk forrásmegjelöléseként.